# Paolo de la Haza
Pour les articles homonymes, voir Haza (homonymie).
Paolo Jancarlos de la Haza Urquiza, né le 30 novembre 1983 à Lima au Pérou, est un footballeur international péruvien qui joue au poste de défenseur.

## Carrière

### En club
Formé à l'Academia Cantolao, Paolo de la Haza passe au Sport Boys et y fait ses débuts en 1re division péruvienne le 22 février 2002 face au Coronel Bolognesi (défaite 3-2). En 2004, il rejoint le Cienciano del Cusco où il remporte son premier titre, la Recopa Sudamericana.
En 2007, il s'expatrie en Ukraine au Tchornomorets Odessa. Il a également l'occasion de jouer en Israël au Beitar Jérusalem entre 2009 et 2010 (sous forme de prêt), puis en Chine au Jiangsu FC en 2011.
Néanmoins l'essentiel de sa carrière a lieu au Pérou. Il est notamment champion national avec le Sporting Cristal en 2014, puis avec l'Alianza Lima trois ans plus tard. Il remporte également le championnat péruvien de 2e division avec l'Atlético Grau en 2021.
Au niveau international, il a joué 21 matchs de Copa Libertadores et cinq rencontres de Copa Sudamericana, sans marquer de but dans les deux compétitions.

### En équipe nationale
Avec 24 matchs disputés en équipe du Pérou entre 2003 et 2012, Paolo de la Haza participe notamment à la Copa América 2007 au Venezuela.

## Palmarès
| Cienciano del Cusco - Recopa Sudamericana (1) : - Vainqueur : 2004. - Championnat du Pérou : - Vice-champion : 2006. |  | Beitar Jérusalem - Toto Cup (1) : - Vainqueur : 2010. |  | Sporting Cristal - Championnat du Pérou (1) : - Vainqueur : 2014. - Vice-champion : 2015. |

| Alianza Lima - Championnat du Pérou (1) : - Vainqueur : 2017. |  | Atlético Grau - Championnat du Pérou D2 (1) : - Champion : 2021. |